# Budapesti SC
Budapesti SC war ein ungarischer Fußballverein aus Budapest. Er spielte zwei Jahre in der ersten ungarischen Liga, der Nemzeti Bajnokság.

## Geschichte
Der Budapesti Sport Club (deutsch Budapester Sportverein) wurde im Jahr 1900 gegründet. In der Saison 1901 gehörte er zu den Gründungsmitgliedern der ersten ungarischen Liga, der Nemzeti Bajnokság. Sowohl im ersten Jahr als auch eine Saison später belegte der Klub den letzten Platz und musste schließlich absteigen. Im Jahr 1905 zog er sich vom Spielbetrieb zurück.